# فرودگاه دوبلین
فرودگاه دوبلین (به انگلیسی: Dublin Airport) (به زبان بومی: Aerfort Bhaile Átha Cliath) یک فرودگاه همگانی مسافربری با کد یاتا DUB است که یک باند فرود بتن دارد و طول باند آن ۲۶۳۷ متر است. این فرودگاه در شهر دوبلین کشور ایرلند قرار دارد و در ارتفاع ۷۴ متری از سطح دریا واقع شده‌است.

## شرکت‌های هواپیمایی و مقصدهای پروازی

### مسافری
| شرکت‌های هواپیمایی                                          | مقصدهای پروازی |
| ---------------------------------------------------------- | --- |
| ایجین ایرلاینز                                             | Seasonal: آتن |
| ایر لینگاس                                                 | آلیکانته-الچه، اسخیپول آمستردام، بارسلونا-ال پرات، برلین تگل، بیلبائو، بیرمنگام، بوردو–مریگناک، لوگان، بروکسل، بوداپست فرنک لیست، اوهر شیکاگو، دوسلدورف، فارو، فرانکفورت، فوئرته‌ونتورا، ژنو، گرن کناریا، هامبورگ، لانزاروته، لیسبون پورتلا، گاتویک، هیترو لندن، لس‌آنجلس، لیون-سینت اگزوپری، مادرید-باراخاس، مالاگا، منچستر، میامی (آغاز از ۱ سپتامبر ۲۰۱۷), لینیت، میلانو مالپنسا، مونیخ، جان اف کندی، لیبرتی نیوآرک، نیس کوت دازور، اورلاندو، شارل دوگل پاریس، پراگ رازیون، لئوناردو دا وینچی-فیومیچینو، سانفرانسیسکو، تنریف جنوبی، پیرسون تورنتو، ونیز مارکو پولو، ورونا، وین، شوپن ورشو، زوریخ Seasonal: آتن، بلوونی گوگلیلمو مارکونی، بورگاس، کاتانیا-فونتاناروسا، کورفو، دوبروونیک، عدنان مندرس، مارسی پروانس، مونپلیه - مدیترانه، مورسیا-سان یاویر، نانت آتلانتیک، ناپل، پالما د مایورکا، پرپینیان-ریوسالت، گالیله، پولا، سانتیاگو د کمپوستلا، اسپلیت, اشتوتگارت، تولوز-بلانیاک چارتر فصلی: کفلاویک, رونیمی, زالتسبورگ |
| ایر لینگاس اجرا توسط ای‌اس‌ال ایرلاینز ایرلند                | بردلی، دالس واشینگتن Seasonal: لیبرتی نیوآرک |
| Aer Lingus Regional اجرا توسط استوبارت ایر                 | آبردین، بیرمنگام، بریستول، دونیگل، ادینبرو، گلاسگو، جزیره من، کری، لیدز برادفورد، منچستر، نیوکاسل، نیوکوئی کورنوال Seasonal: جرزی، رن - سن-ژاک |
| ایر عربیا مغرب                                             | اگادیر المسیره (آغاز از ۴ اکتبر ۲۰۱۷) |
| ایر کانادا                                                 | پیرسون تورنتو (برقراری مجدد از ۳۰ اکتبر ۲۰۱۷) |
| ایر کانادا روژ                                             | پیرسون تورنتو (پایان در ۲۸ اکتبر ۲۰۱۷) فصلی: ونکوور |
| ایر اروپا                                                  | Seasonal charter: پالما د مایورکا |
| ایر فرانس                                                  | شارل دوگل پاریس (آغاز از ۲۹ اکتبر ۲۰۱۷; ends ۲۴ مارس ۲۰۱۸) |
| ایر فرانس اجرا توسط CityJet                                | شارل دوگل پاریس (پایان در ۲۴ مارس ۲۰۱۸) |
| ایر فرانس اجرا توسط هاپ!                                   | شارل دوگل پاریس (آغاز از ۲۹ اکتبر ۲۰۱۷) |
| ایر مولداوا                                                | کیشیناو |
| Air Transat                                                | Seasonal: مونترآل-پییر الیوت ترودو، پیرسون تورنتو |
| آلبااستار                                                  | چارتر فصلی: رئوس, ورونا |
| امریکن ایرلاینز                                            | فیلادلفیا Seasonal: شارلوت داگلاس، اوهر شیکاگو، جان اف کندی |
| هواپیمایی ارکیا                                            | Seasonal: بن گوریون |
| ای‌اس‌ال ایرلاینز فرانسه                                     | Seasonal: هلفکس استانفیلد، شارل دوگل پاریس |
| ای‌اس‌ال ایرلاینز ایرلند                                     | Seasonal charter: بورگاس, دوبروونیک، فارو, فوئرته‌ونتورا, کریستیانو رونالدو, منورکا, ناپل, پالما د مایورکا, رئوس, زالتسبورگ, ورونا |
| بلو ایر                                                    | بکو، هنری کواندا، کلوژ-نپوکا |
| بریتیش ایرویز                                              | هیترو لندن |
| بریتیش ایرویز اجرا توسط بی‌ای سیتی‌فلایر                     | لندن سی‌تی فصلی: ایبیزا |
| CityJet                                                    | لندن سی‌تی چارتر فصلی: فرتیلیا, دوبروونیک، مالاگا, پالما د مایورکا, رئوس |
| Cobalt Air                                                 | فصلی: لارناکا |
| Danish Air Transport                                       | چارتر فصلی: اودنسا |
| دلتا ایرلاینز                                              | جان اف کندی فصلی: هارتسفیلد-جکسون آتلانتا، لوگان |
| هواپیمایی امارات                                           | دوبی |
| هواپیمایی اتیوپی1                                          | بوول، لس‌آنجلس |
| هواپیمایی اتحاد                                            | ابوظبی |
| یورو وینگز                                                 | دوسلدورف |
| یورو وینگز                                                 | کلن بن Seasonal: دوسلدورف |
| یورو وینگز اجرا توسط جرمن‌وینگز                             | کلن بن Seasonal: دوسلدورف |
| فن‌ایر                                                      | هلسینکی |
| فن‌ایر اجرا توسط نوردیک رجیونال ایرلاینز                    | هلسینکی |
| فلای‌بی                                                     | کاردیف، دونکاستر شفیلد رابین‌هود، اکستر، ساوت‌همپتون |
| فلای‌بی اجرا توسط Loganair                                  | اینورنس (پایان در ۳۱ اوت ۲۰۱۷) |
| فلای‌بی اجرا توسط استوبارت ایر                              | جنوبی لندن (آغاز از ۲۹ اکتبر ۲۰۱۷) |
| FlyOne                                                     | فصلی: کیشیناو |
| ایبریا اکسپرس                                              | مادرید-باراخاس |
| کاال‌ام                                                     | اسخیپول آمستردام (آغاز از ۲۹ اکتبر ۲۰۱۷) |
| کاال‌ام اجرا توسط CityJet                                   | اسخیپول آمستردام (پایان در ۲۸ اکتبر ۲۰۱۷) |
| کاال‌ام اجرا توسط کی‌ال‌ام سیتی‌هاپر                           | اسخیپول آمستردام |
| Loganair اجرا توسط بی‌ام‌آی رجیونال                          | اینورنس (آغاز از ۱ سپتامبر ۲۰۱۷) |
| لوفت‌هانزا                                                  | فرانکفورت، مونیخ |
| لوکزایر                                                    | لوگزامبورگ - فیندل چارتر فصلی: فارو |
| نروجین ایر شاتل                                            | کپنهاگ، گاردرموئن اسلو، استکهلم-آرلاندا |
| نروجین ایر شاتل اجرا توسط Norwegian Air International      | هلسینکی، استیوارت، تی. اف. گرین |
| هواپیمایی قطر                                              | حمد |
| رایان‌ایر                                                   | آلیکانته-الچه، اسخیپول آمستردام، بارسلونا-ال پرات، بازل-مولوز-فرایبورگ اروپا، باووایس-تیلی، اوریو آل سریو، برلین شونفلد، بیرمنگام، بلوونی گوگلیلمو مارکونی، ام. آر. استفانیک، بریستول، بروکسل، هنری کواندا، بوداپست فرنک لیست، ایگناسی یان پادرفسکی بیدگوشچ، کارکاسون، بروکسل جنوب شرلروآ، کلن بن، کپنهاگ، ایست میدلند، ادینبرو، آیندهوون، فارو، فوئرته‌ونتورا، گدایسک لخ والسا، گلاسگو، گرن کناریا، فرانکفورت-هان، هامبورگ، کاتوویتس، کاناس، جان پل دوم کراکوف-بالیس، لانزاروته، لیدز برادفورد، لیسبون پورتلا، جان لنون لیورپول، لودز لوبلینک، گاتویک، لوتن لندن، استانستد لندن، مادرید-باراخاس، مالاگا، مالت، منچستر، ممینگن، مورسیا-سان یاویر، ناپل (آغاز از ۲۹ اکتبر ۲۰۱۷), نانت آتلانتیک، نیوکاسل، نیس کوت دازور، گالیله، فرنسیسکو جسا کارنئیرو، پوزنان-لاویکا، پراگ رازیون، ریگا، چمپینو، رم، رزسزاوشو-جسینکا، سن پابلو، صوفیه، سولیدارنوشج شچچن-جولینیو، تنریف جنوبی، تور وال دو لوآر، ترویزو، والنسیا، ویلنیوس، وارساو مادلن، وروتسواف کوپرنیکوس فصلی: آلمریا، آتن، باری، برمن، بیاریتس – انگلت – بییون، خانیا، کومیسو، جیرونا-کاستا براوا، گرنوبل-ایزره، ایبیزا، لا روشل – ایل دو ر، لوبلین، پالرمو، پالما د مایورکا، رئوس، رودز-مارسیلاس، زالتسبورگ، سانتاندر، لنارت مری تالین، تورین کاسله، فیگو-پینادور، زادر |
| اس۷ ایرلاینز                                               | فصلی: دوموده‌دوو |
| هواپیمایی اسکاندیناوی                                      | کپنهاگ، گاردرموئن اسلو، استکهلم-آرلاندا |
| هواپیمایی اسکاندیناوی اجرا توسط CityJet                    | فصلی: گاردرموئن اسلو |
| سان اکسپرس                                                 | چارتر فصلی: عدنان مندرس |
| سوئیس اینترنشنال ایرلاینز                                  | زوریخ |
| سوئیس اینترنشنال ایرلاینز اجرا توسط سوئیس گلوبال ایر لاینز | ژنو |
| Thomson Airways                                            | چارتر فصلی: بورگاس, کانکون، کینتانا رو, شامبری ساووی (آغاز از ۲۳ دسامبر ۲۰۱۷), کورفو, فارو, گرن کناریا, هراکلین, ایبیزا, اینسبروک, جزیره کوس, لانزاروته, پالما د مایورکا, رود, تنریف جنوبی, تورین کاسله, زاکینثوس |
| ترانساویا.کام                                              | مونیخ (پایان در ۲۷ اکتبر ۲۰۱۷) |
| ترنسویا فرانس                                              | اورلی |
| تراول سرویس ایرلاینز                                       | چارتر فصلی: لانزاروته |
| ترکیش ایرلاینز                                             | آتاترک |
| یونایتد ایرلاینز                                           | لیبرتی نیوآرک، دالس واشینگتن Seasonal: اوهر شیکاگو |
| ویولینگ                                                    | بارسلونا-ال پرات |
| وست جت                                                     | Seasonal: سنت جان، پیرسون تورنتو |
| واو ایر                                                    | کفلاویک |

^  Ethiopian Airlines has a fuel stop on its flights from Addis Ababa to Toronto–Pearson and Washington–Dulles via Dublin on outbound flights only, due to weight restrictions on departure from ADD. The airline has no rights to transport passengers solely between DUB and IAD or YYZ and thus does not carry passengers from Dublin on these flights.

### باری
| شرکت‌های هواپیمایی                                    | مقصدهای پروازی                 |
| ---------------------------------------------------- | ------------------------------ |
| ایر فرانس                                            | اوهر شیکاگو, شارل دوگل پاریس   |
| ASL Airlines Belgium اجرا توسط Bluebird Cargo        | لیژ                            |
| Bluebird Cargo                                       | کفلاویک                        |
| دی‌اچ‌ال اوییشن اجرا توسط یوروپین ایر ترنسپورت لایپزیگ | ایست میدلند                    |
| فدکس اکسپرس                                          | شارل دوگل پاریس, استانستد لندن |
| یوپی‌اس ایرلاینز اجرا توسط استار ایر                  | کلن بن, شنن                    |
| Woodgate Aviation                                    | ایست میدلند, جزیره من          |